# Abbaye de Vitorchiano
L'abbaye de Vitorchiano est une abbaye trappiste féminine en activité, située dans le Latium, en Italie, fondée en 1875.

## Histoire

### Antécédents et fondation
En septembre 1875, Julie Astoin, en religion Marie-Thérèse, religieuse à Notre-Dame de la Consolation, située dans le quartier de Vaise à Lyon, fonde une abbaye-fille à San Vito (de) près de Turin. Dès l'année suivante, elle est rejointe par une novice lyonnaise et quatre postulantes italiennes, puis par cinq religieuses et quatre converses en octobre 1876. Le 26 octobre 1876, Marie-Thérèse Astoin est élue première prieure, après avoir fait sa profession monastique la veille.
En 1898, le chapitre général décide le transfert de la communauté dans l'abbaye de Grottaferrata (de), qui est l'ancienne maison de retraite de l'abbaye de Frattocchie (de).
En 1954, la communauté est confrontée à un afflux de vocations et prend conscience de l'inadaptation des locaux. Elle achète en conséquence une propriété à Vitorchiano afin d'y construire une abbaye plus adaptée à ses besoins. Les travaux durent trois ans et le transfert a lieu en juin 1957.

### Essaimage
L'abbaye de Vitorchiano fonde à son tour plusieurs abbayes, ou prend en charge des abbayes féminines fondées par d'autres communautés. Dès 1968, l'abbaye de Vaserena (de) est fondée près de Pise. En 1973, c'est la communauté de Hinojo (de) qui est fondée en Argentine, suivie en 1981 par celle de Quilvo (de), au Chili. Humocaro est créée en 1985 au Venezuela, Gedono  deux ans plus tard sur l'île de Java en Indonésie, Matútum (de) en 1995 aux Philippines, Naší Paní (cs) en 2007 en Tchéquie, enfin Palaçoulo au Portugal en 2020.

## Vie de la communauté
La communauté trappiste compte environ 75 moniales, de tous âges, provenant de diverses régions d'Italie ainsi que de plusieurs autres pays du monde. Les religieuses vivent principalement du travail agricole : vignoble, verger, oliviers. Elles ont en outre développé un modeste artisanat avec la production de confitures et la diffusion d'images et de cartes de vœux.